# ジョージア陸軍

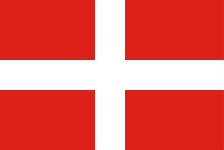
ジョージア地上軍旗

ジョージア陸軍（グルジア語：საქართველოს სახმელეთო ძალები）は、ジョージア軍の陸軍組織。冷戦時代のソ連地上軍に倣い、ジョージア地上軍とも呼ばれる。

## 概要
2024年時点で、15,000名の志願兵と4,050名の徴兵からなる総員19,050名の兵力を有する。装備の大半は旧ソ連から引き継いだものだが、現在更新を進めており、軽装甲車両については一定の国産化にも成功している。

## 歴史

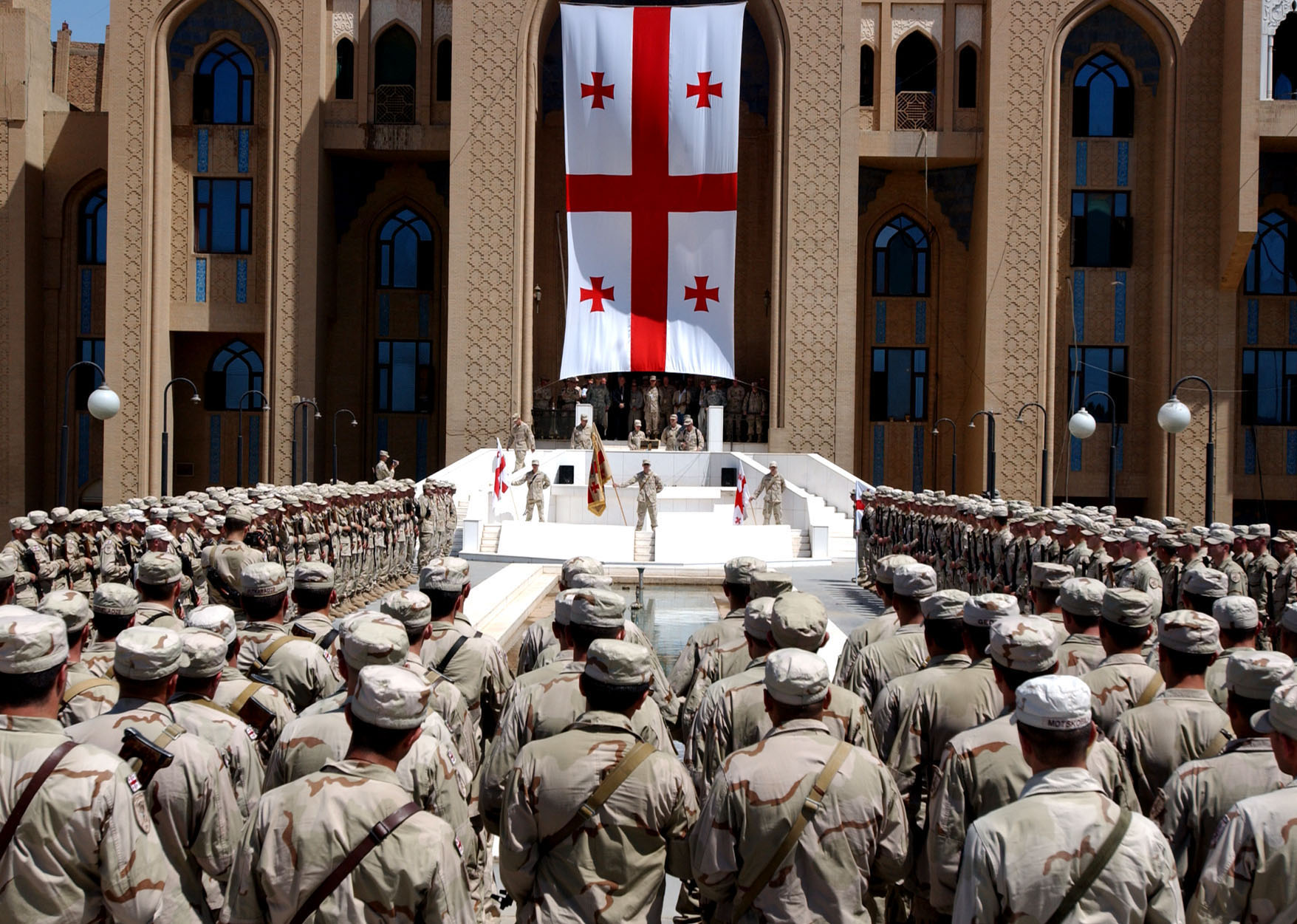
イラクにおける第2歩兵旅団第22歩兵大隊

ジョージア軍はイラク戦争後の治安維持のために陸軍2000名をイラクに派遣していた。しかし南オセチア紛争の勃発を受け、イラク駐留部隊を撤退させた。

## 地上軍司令部
- 地上軍司令官
  - 人事参謀
  - 参謀長
    - G-1
    - G-2
    - G-3
      - 指揮センター

    - G-4
    - G-6

## 組織
- 地上軍司令部

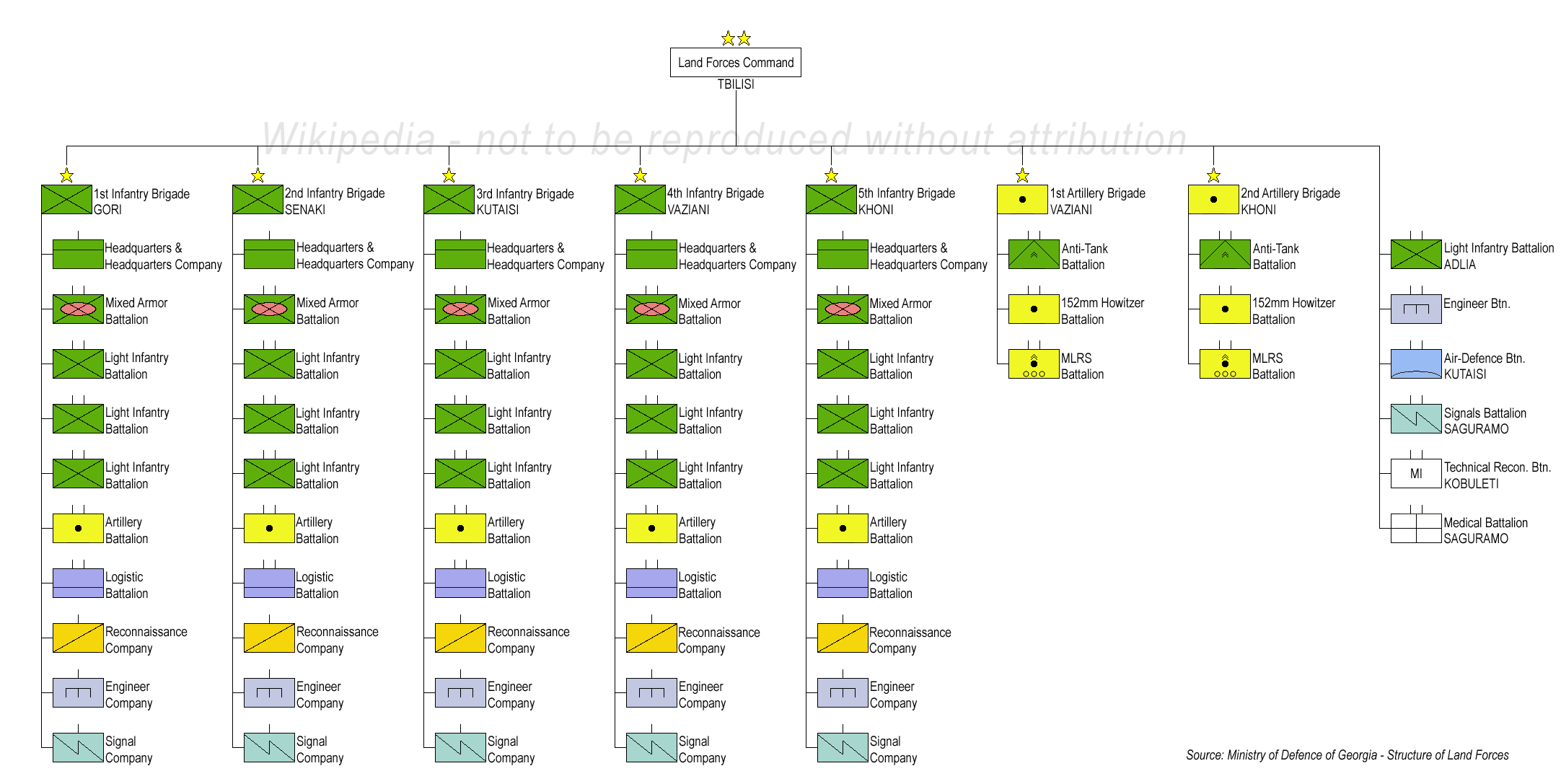
地上軍編成

  - 第1歩兵旅団：Vaziani、Telavi
  - 第2歩兵旅団：Kutaisi、Batumi
  - 第3歩兵旅団：Gori、Akhaltsikhe
  - 第4歩兵旅団：トビリシ、Mukhrovani
  - 第5歩兵旅団：コニ(Khoni)2007年12月より編成開始
  - 砲兵旅団：コニ
  - 特殊戦力旅団：Kojori
  - 独立軽歩兵大隊：Saguramo
  - 独立装甲戦車大隊：Gori
  - 独立防空大隊：Kutaisi
  - 通信大隊：Saguramo
  - 技術偵察大隊：トビリシ
  - 憲兵大隊：トビリシ

## 装備品

### 車両

#### 戦車
- T-55AM2 主力戦車 - 23両[1]
- T-72B/T-72SIM-1 主力戦車 - 100両[1]

#### 装軌車
- BRM-1K 装甲偵察車 - 1両[1]
- BMP-1 歩兵戦闘車 - 25両[1]
- BMP-2 歩兵戦闘車 - 46両[1]
- ラジカ 装甲兵員輸送車 - 3両以上[1]
- MT-LB 装甲兵員輸送車 - 66両[1]
- IMR-2 装甲回収車 - 不詳[1]

#### 装輪車
- ディドゴリ-2 装甲偵察車 - 40両以上[1]
- BTR-70 装甲兵員輸送車 - 25両[1]
- BTR-80 装甲兵員輸送車 - 19両[1]
- ディドゴリ-1 装甲兵員輸送車 - 40両以上[1]
- ディドゴリ-3 装甲兵員輸送車 - 3両以上[1]
- EJDER 装甲兵員輸送車 - 65両[1]
- ATF ディンゴ 汎用装甲車 - 不詳[1]
- コブラ 汎用装甲車 - 不詳[1]
- クーガー 汎用装甲車 - 10両[1]
- ハンヴィー

### 小火器

#### 拳銃
- Cz75
- Tanfoglio Force
- グロック17
- ジェリコ941
- SIG SAUER P226
- ČZ vz. 82
- H&K USP

#### 短機関銃
- H&K MP5
- H&K MP7

##### 小銃
- AK-74
- AKS-74
- AKS-74U
- M4カービン
- H&K G36
- IMI タボールAR21

#### 機関銃
- RPK軽機関銃
- PK
- DShK38重機関銃
- NSV重機関銃
- KPV 重機関銃

#### 狙撃銃
- L96A1
- ドラグノフ狙撃銃
- SAKO TRG
- VSS (狙撃銃)
- M24 SWS
- Zastava M93 Black Arrow
- バレットM82
- CZ-550

#### グレネードランチャー
- M75グレネードランチャー

### 火砲

#### 迫撃砲
- 2B11 サニ 120mm迫撃砲 - 14門[1]
- M-75 120mm迫撃砲 - 33門[1]
- M120 120mm迫撃砲 - 18門[1]

#### 榴弾砲・カノン砲
- 2S1 グヴォズジーカ 122mm自走榴弾砲 - 20両[1]
- M-77 ダナ 152mm装輪式自走榴弾砲 - 32両[1]
- 2S3 アカーツィア 152mm自走榴弾砲 - 13両[1]
- 2S19 ムスタ-S 152mm自走榴弾砲 - 1両[1]
- 2S7 ピオン 203mm自走カノン砲 - 1両[1]
- D-30 122mm榴弾砲 - 58門[1]
- 2A36 ギアツィント-B 152mmカノン砲 - 3門[1]
- 2A65 ムスタ-B 152mmカノン砲 - 10門[1]

### ロケット
- BM-21 グラート 自走多連装ロケット砲 - 13両[1]
- LAR-160 自走多連装ロケット砲 - 6両[1]
- RM-70 自走多連装ロケット砲 - 18両[1]

### 対戦車兵器
- 9K111 対戦車ミサイル[1]
- 9K111-1 対戦車ミサイル[1]
- ジャベリン 対戦車ミサイル[1]
- D-44 85mm対戦車砲[1]
- T-12 100mm対戦車砲[1]
- SPG-9
- 69式ロケットランチャー

### 対空兵器
- スパイダー-SR 地対空ミサイル[1]
- 9K35 ストレラ-10 地対空ミサイル[1]
- グロム 地対空ミサイル[1]
- ミストラル-2 地対空ミサイル[1]
- 9K32 ストレラ-2 携帯式地対空ミサイル[1]
- 9K34 ストレラ-3 携帯式地対空ミサイル[1]
- 9K310 イグラ-1 携帯式地対空ミサイル[1]

## ギャラリー

ジョージア陸軍装備車両
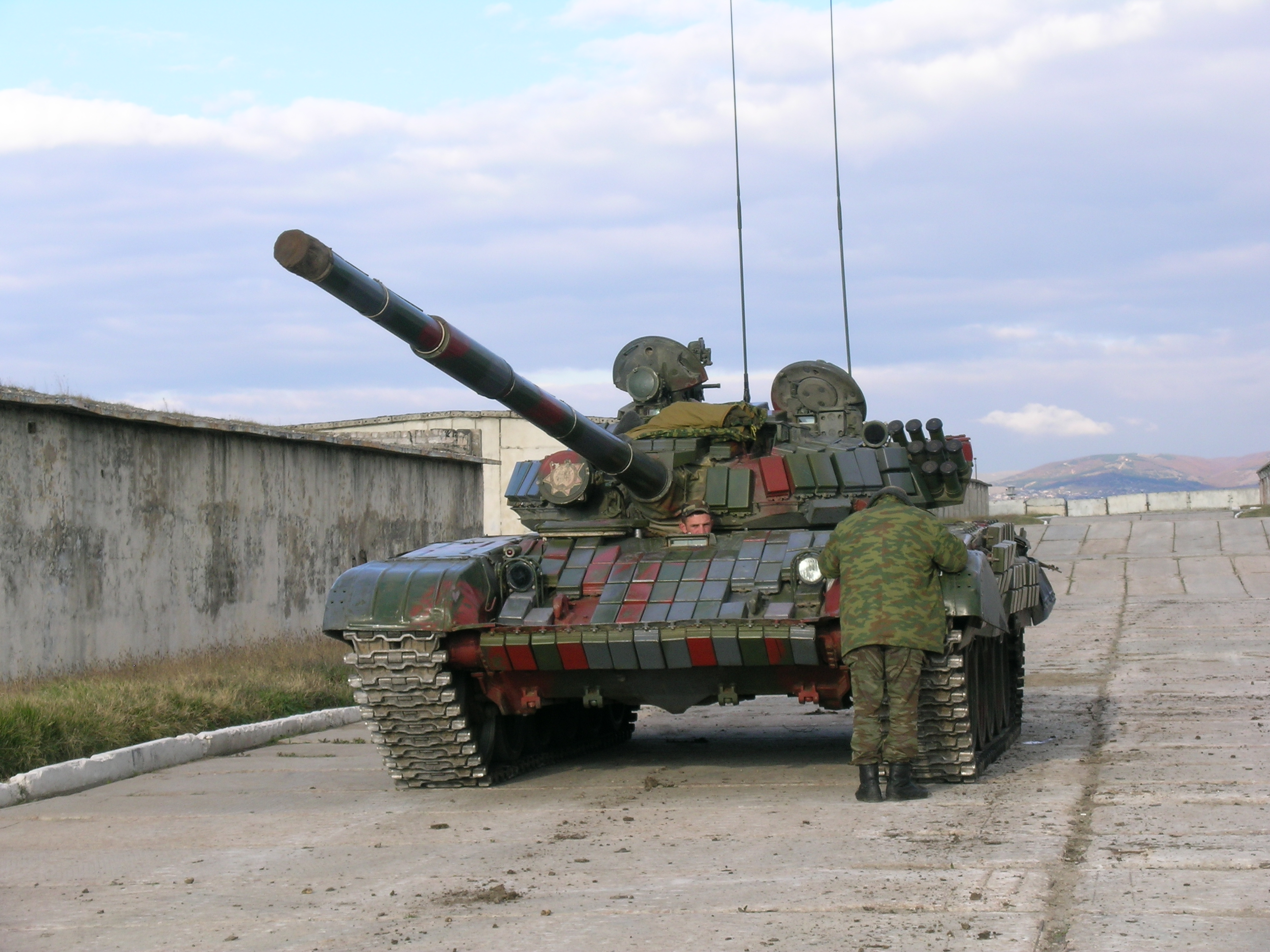
T-72BV
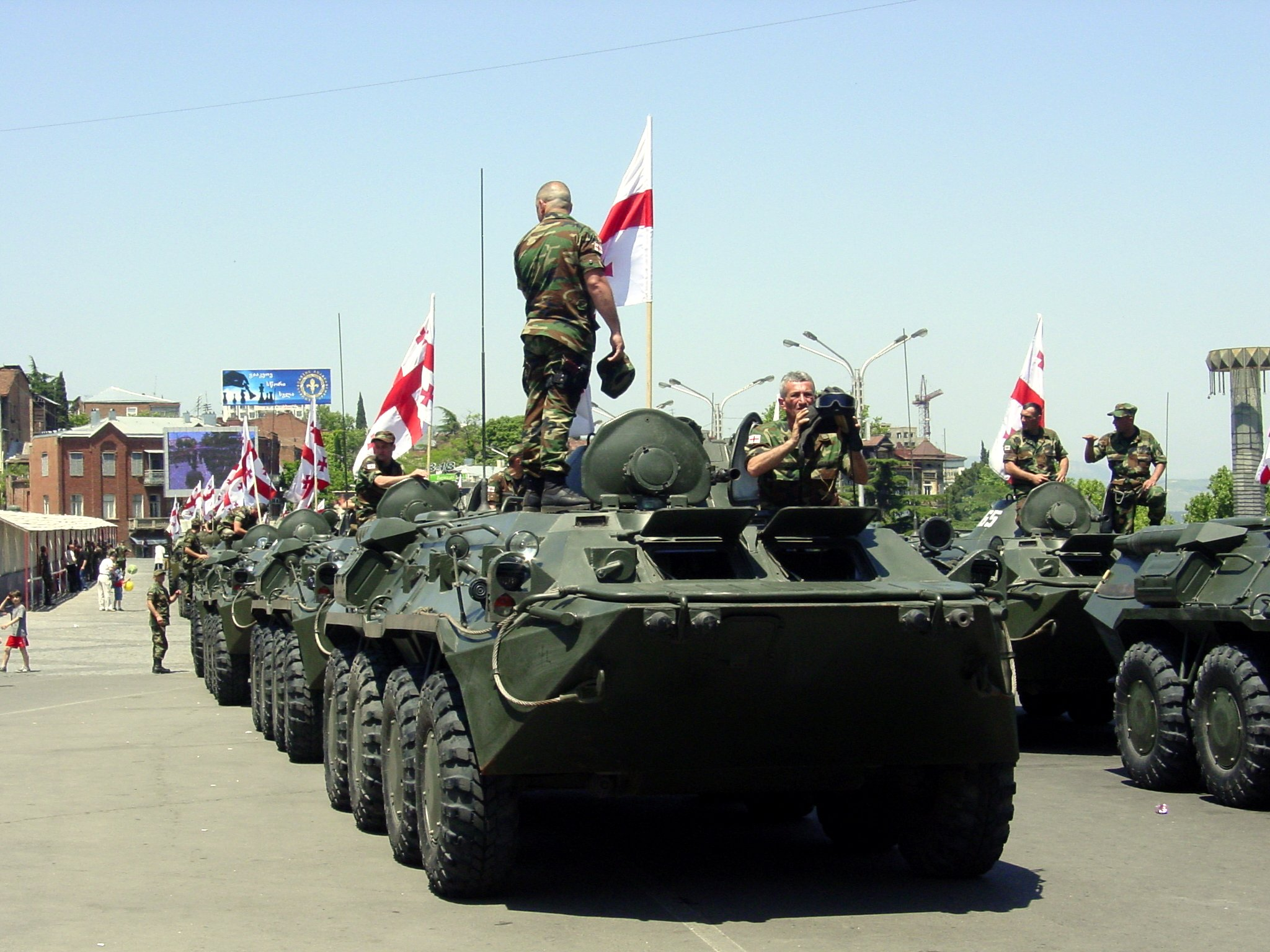
BTR-80
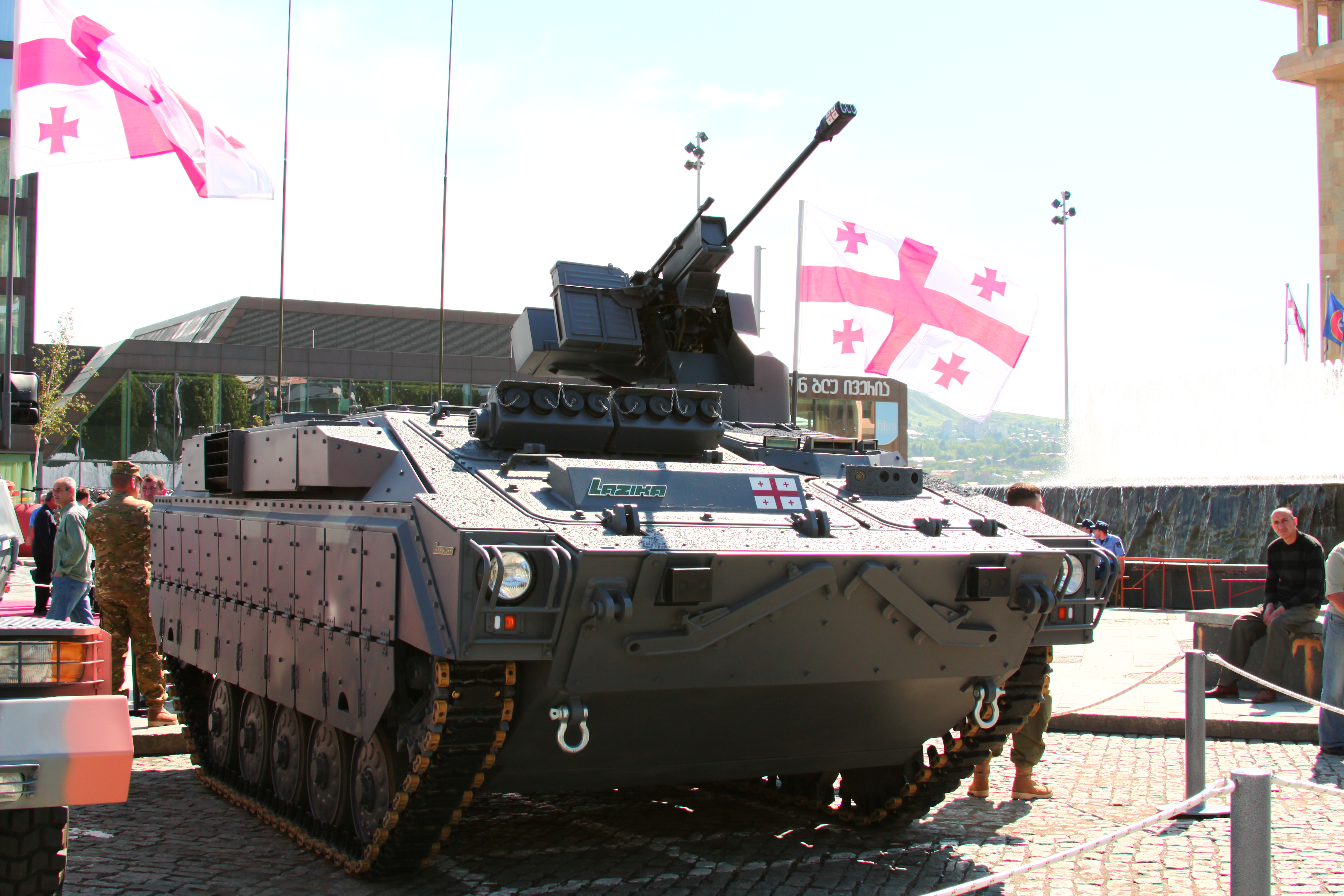
ラジカIFV
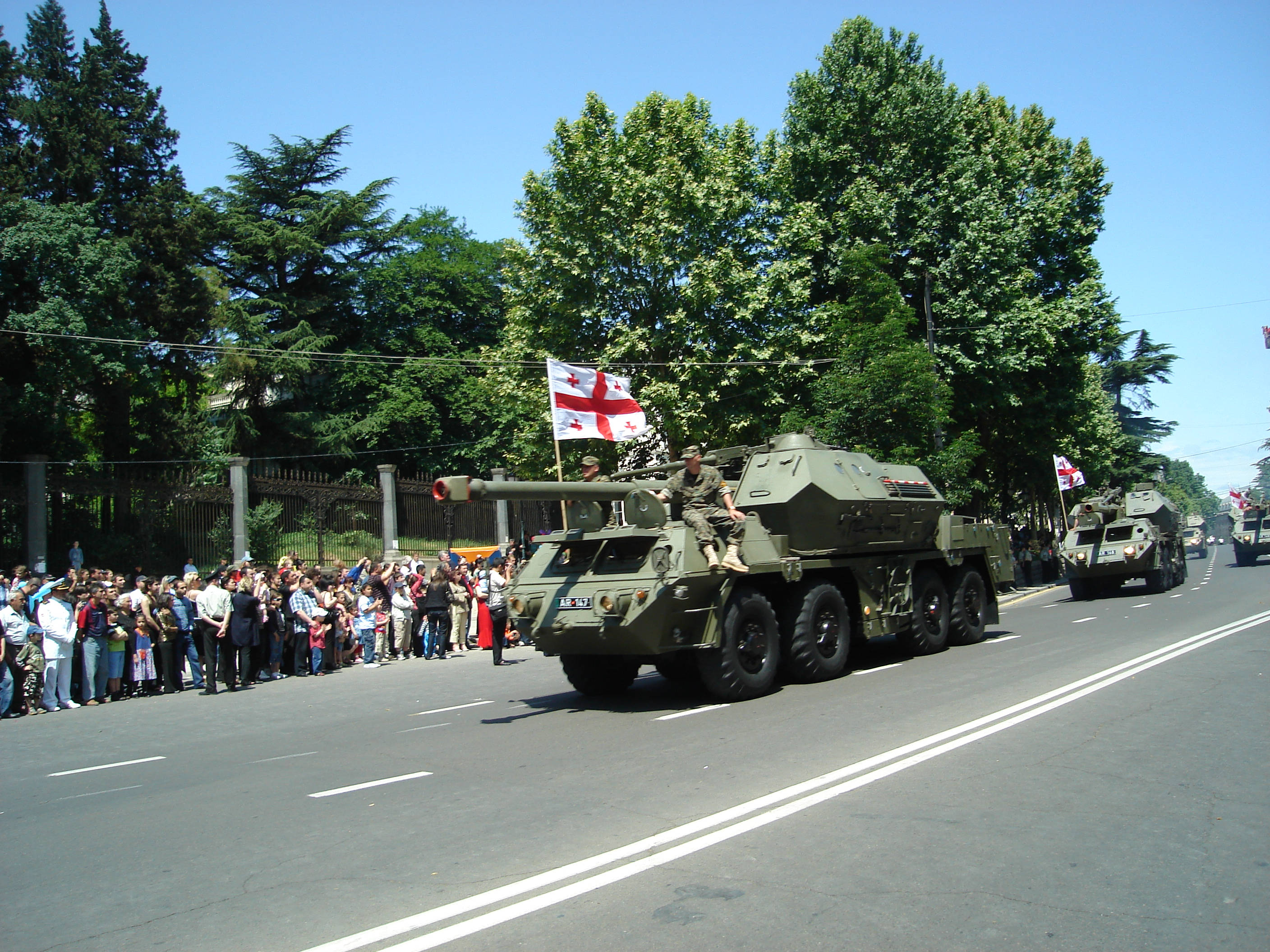
ダナ自走砲

ジョージア地上軍の兵士
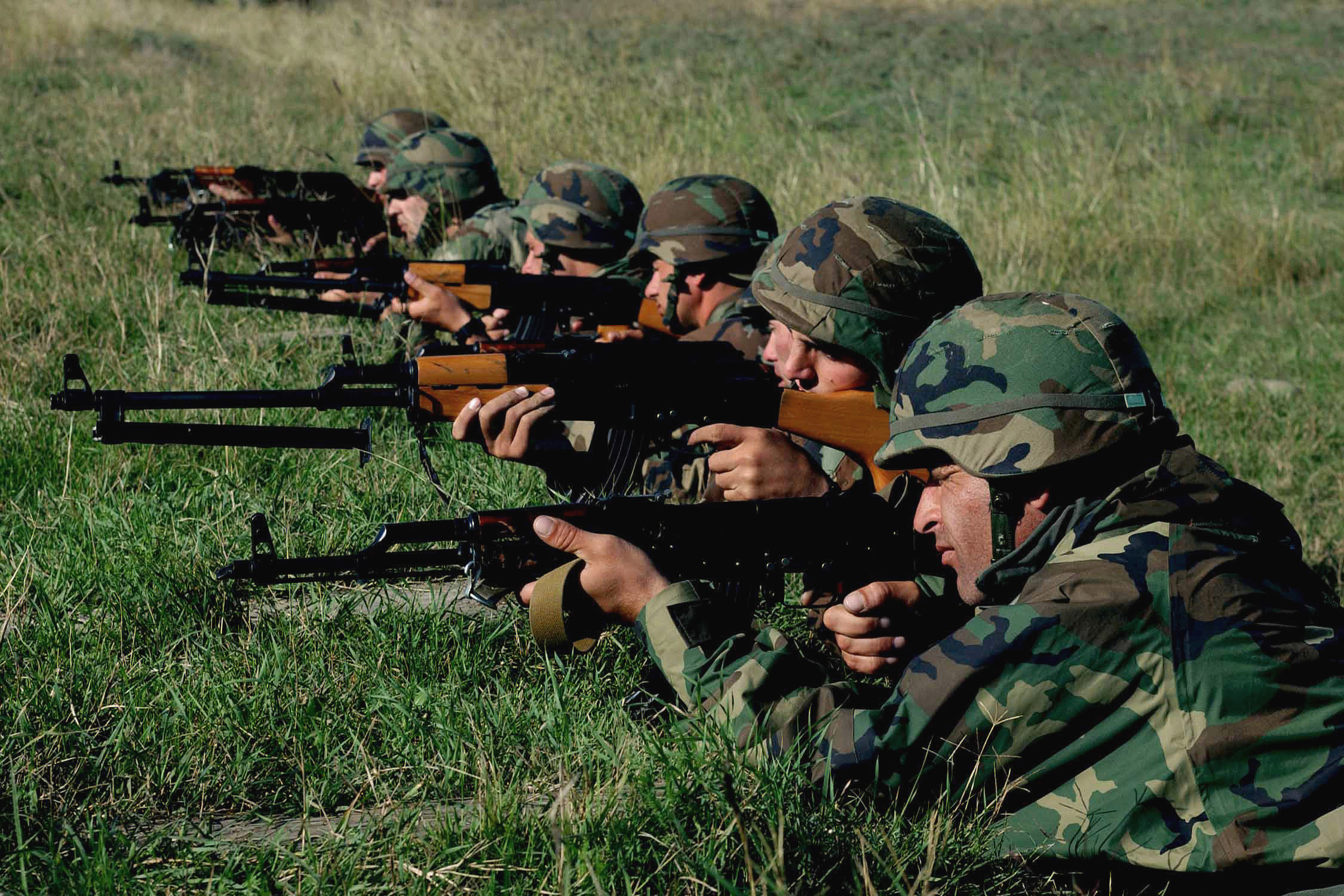
ジョージア地上軍兵士(2002年時点)
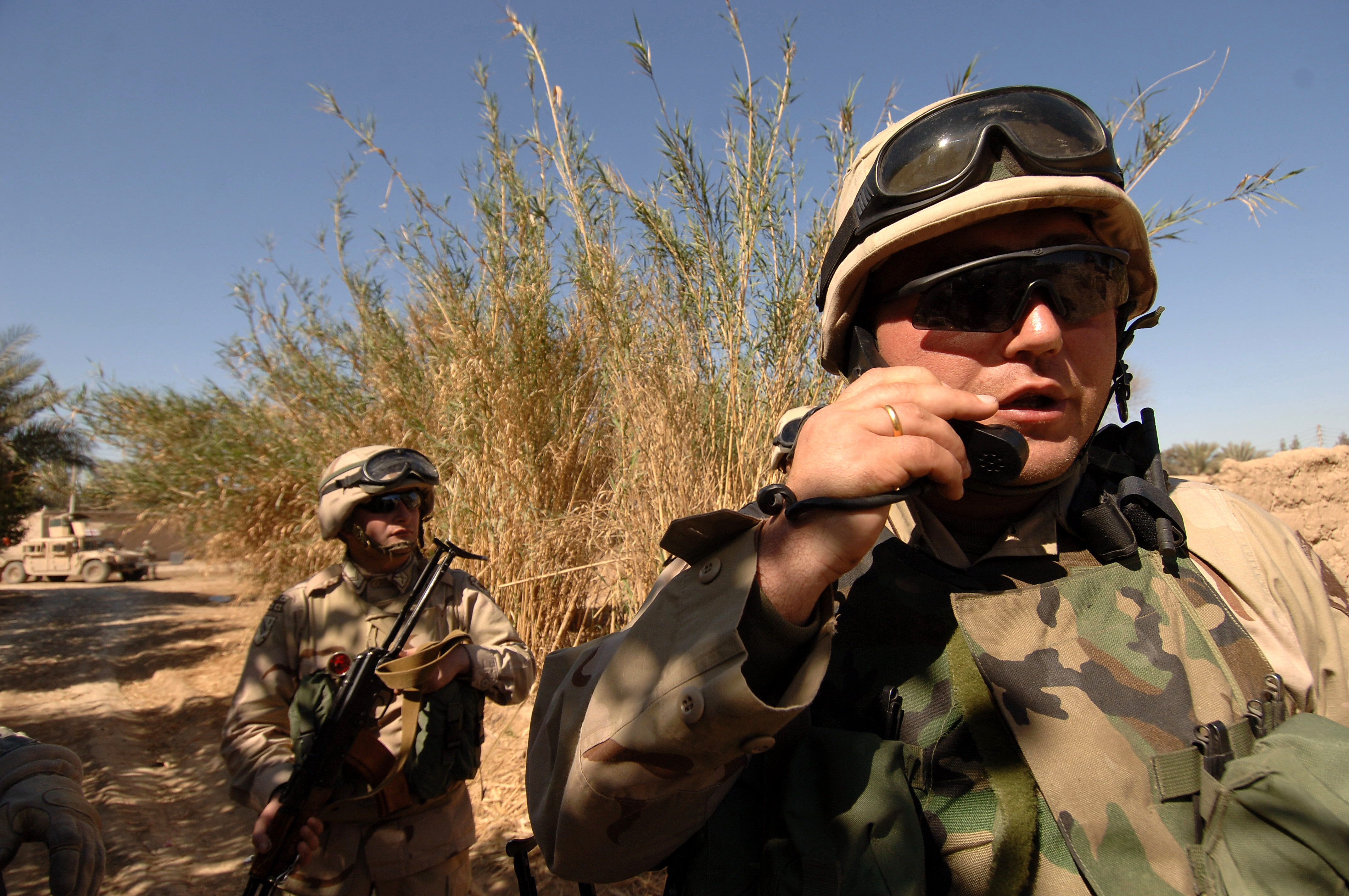
イラク派遣時の地上軍兵士(2008年撮影)
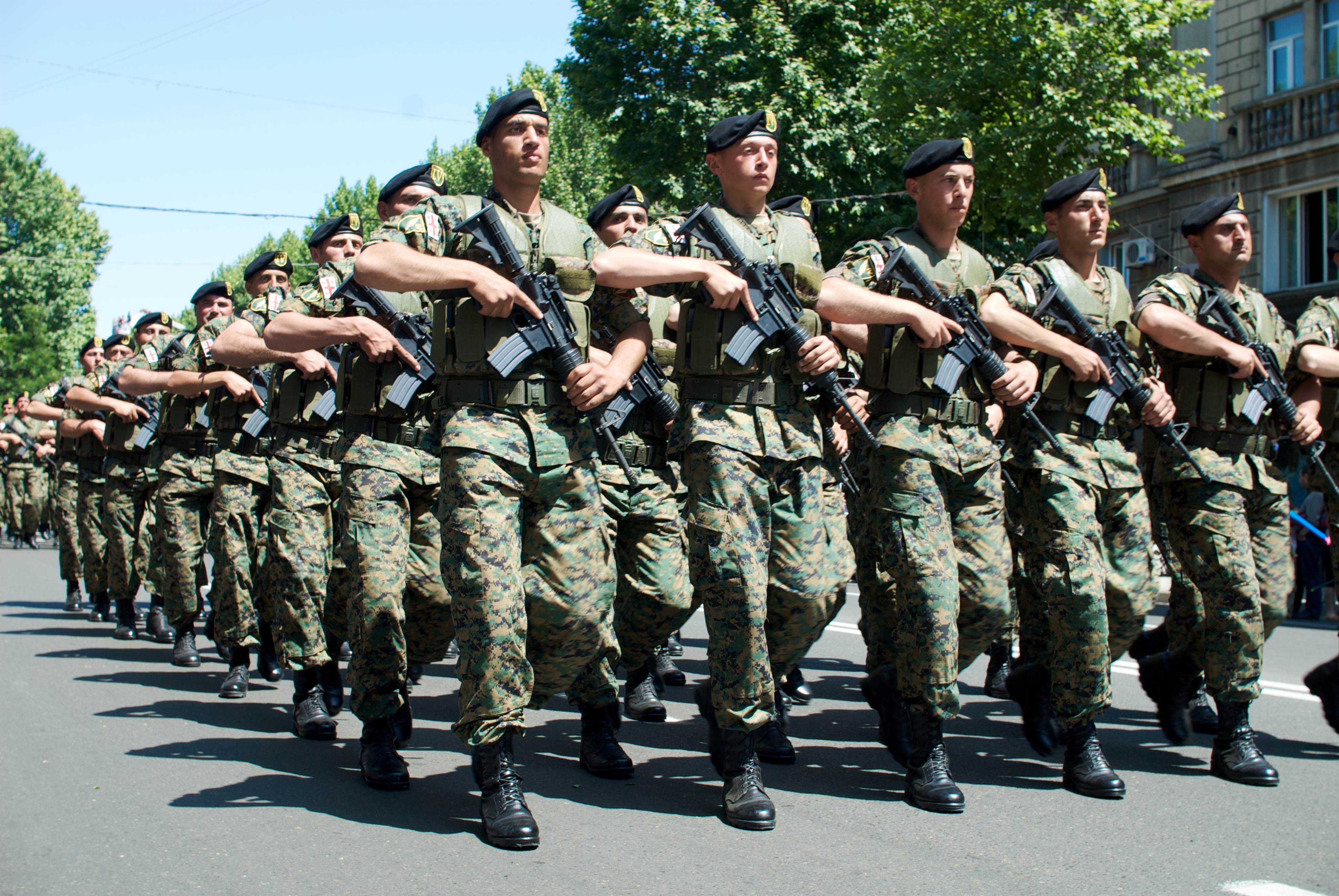
2008年の軍事パレード時
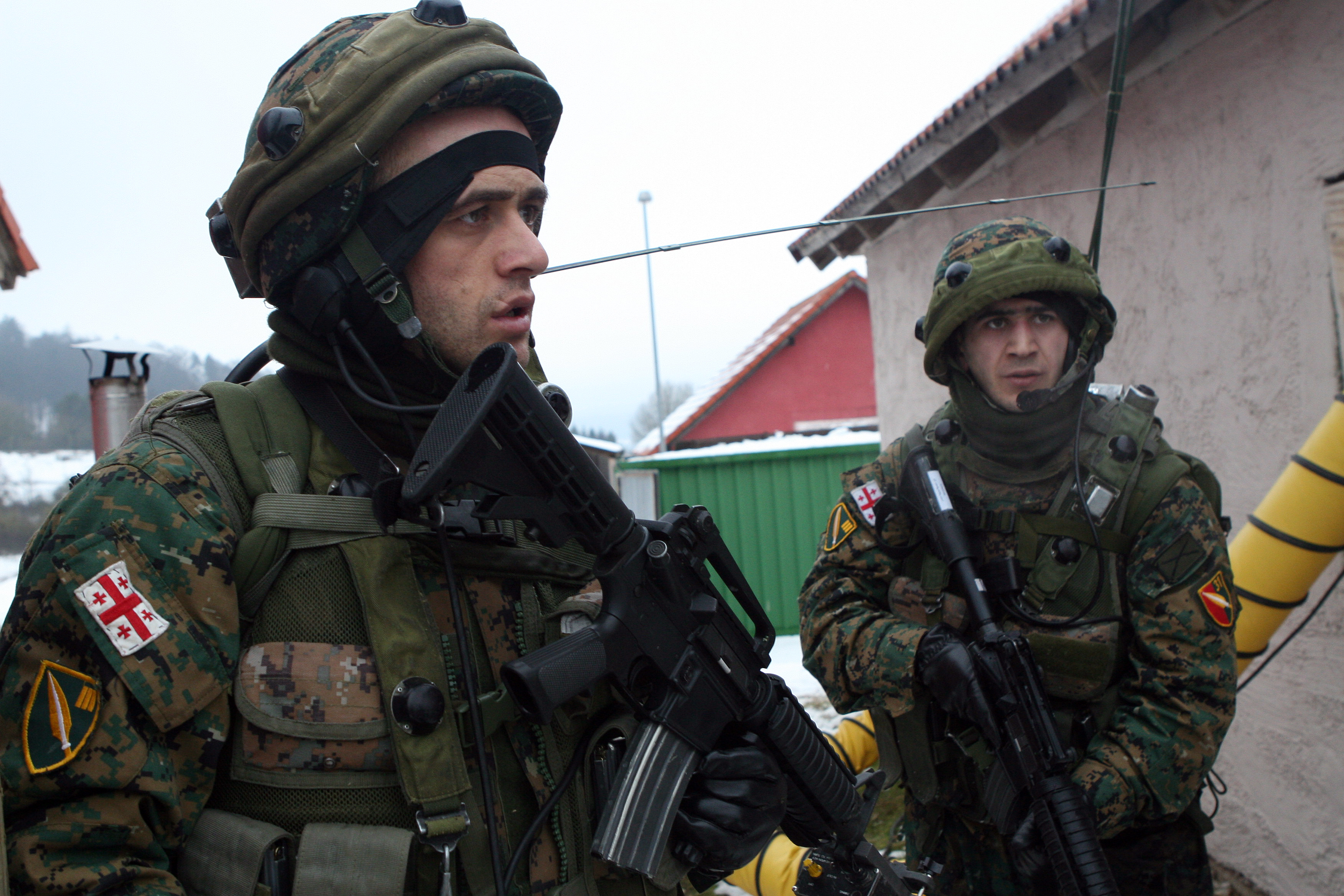
2010年の米海兵隊との合同演習時